# Alfred Verdyck
Alfred Verdyck (Antwerpen, 7 mei 1882 – aldaar, 30 juli 1964) was een Belgisch voetballer, die speelde als doelman. 
Verdyck speelde in zijn actieve carrière enkel voor Antwerp FC. Ruim tien jaar na zijn laatste officiële wedstrijd werd hij voor een periode van 11 seizoenen trainer bij deze club, wat nog steeds een clubrecord is. Hij pakte in 1928-29 als trainer de eerste landstitel voor Antwerp. 
Op 1 mei 1904 maakte Verdyck deel uit van het elftal dat de eerste interland tussen België en Frankrijk speelde. De wedstrijd eindigde op 3-3. Het was zijn enige wedstrijd voor het nationale elftal. 